# Adamo Ruggiero
Adamo Angelo Ruggiero (Mississauga, Ontario; 9 de junio de 1986) es un actor canadiense conocido por su papel de Marco Del Rossi en la serie de drama adolescente Degrassi: La nueva generación.

## Carrera
Actúa desde los siete años de edad. En noviembre de 2008, se anunció que sería el protagonista en la película navideña de temática homosexual Make the Yuletide Gay.

## Vida personal
Su padre, Tony, nació en Coreno Ausonio, (Frosinone, Lazio), Italia. El nombre de su madre es Amalia. Además tiene un hermano mayor llamado Adriano.
Ruggiero dio a conocer públicamente su homosexualidad en enero de 2008, diciendo "provengo de una familia italiana tradicional la cual no tiene inconveniente que yo sea gay".
Él fue además la portada de la revista Fab en la edición enero - febrero de 2008.

## Filmografía
| Año       | Título                            | Papel           | Notas |
| --------- | --------------------------------- | --------------- | --- |
| 2002–2009 | Degrassi: La nueva generación     | Marco Del Rossi | Recurrente (temporada 2, 2002–2003) Regular (temporadas 3–7, 2003–2008) Invitado (temporadas 8–9, 2008–2009) |
| 2008–2012 | The Next Star                     | Él mismo        | Presentador                                                                                                  |
| 2009      | Degrassi Goes Hollywood           | Marco Del Rossi | Película de televisión                                                                                       |
| 2009      | Make the Yuletide Gay             | Nathan Stanford | Película |
| 2010      | Being Erica                       | Luis            | Episodios: "Jenny From the Block", "Two Wrongs"                                                              |
| 2012      | The Pool Date                     | Rio             | Cortometraje                                                                                                 |
| 2015      | Straight Talk with Adamo Ruggiero | Él mismo        | Serie de internet                                                                                            |
| 2016      | Degrassi: Next Class              | Marco Del Rossi | Episodio: "#ThrowBackThursday"                                                                               |
| TBA       | Make the Yuletide Gay 2           | Nathan Stanford | En preproducción                                                                                             |